# 류조지 마사이에
류조지 마사이에(일본어: 龍造寺政家/鎮賢 りゅうぞうじ まさいえ[*], 고지 2년(1556년) ~ 게이초 12년 음력 10월 2일(1607년 11월 21일))는 센고쿠 시대 말기 규슈의 다이묘로, 히젠 7군 32만 석을 다스린 류조지 가의 제20대 당주(堂主)이다.

## 생애
1584년에 아리마 하루노부가 류조지씨에 배반하여 아버지 류조지 다카노부에게 아리마가 토벌을 명령받지만, 아내가 아리마 가의 소생이며 이에 대해 소극적으로 대했기에 류조지 마사이에는 전쟁에 부재하였고, 류조지 다카노부가 아리마가 토벌에 친정(親征)하나 오키타나와테 전투에서 횡사하는 일이 벌어진다. 아버지가 사망한 후 명실공히 류조지 가(다카노부가 살아있을 때도 당주였지만, 그의 아버지가 죽자 실세를 얻게 되었기 때문)의 뒤를 이었지만 다이묘로서의 재질이 부족하고, 병약하였기에 국정의 실권은 중신(重臣)이자 의숙인 나베시마 나오시게가 잡는다. 다카노부가 죽자 사기가 고양된 시마즈씨의 군대가 류조지 가의 거성 무라나카성(村中城)에 쳐들어 오지만 나베시마 나오시게의 덕으로 시마즈군에 전혀 위축되지 않고 전투에 대한 단호한 의지를 보여 결국 시마즈 가의 군세를 물리게 한다.
덴쇼 15년(1587년) 마사이에를 알고 있던 도요토미 히데요시는 규슈 평정에 의해 시마즈 가를 쳐부수고 류조지 가를 히젠 7군 32만 석을 봉한다. 그러나 1590년 3월 히데요시가 은거하자 국정의 실권은 나베시마 나오시게에게 이양되었고, 1592년부터 시작한 임진왜란에도 마사이에는 착출되지 않고 나베시마 나오시게가 출정한다.。
질병 때문에 마사이에는 은거했고, 덴쇼 16년(1591년) 11월 28일, 마사이에는 나베시마 나오시게를 양자로, 죠시(후의 다카후사)를 나오시게의 양자로 삼았다. 나가보시는 도요토미 성을 받아 도하치로로 개명했다.
1607년 아들 다카후사(高房)가 에도에서 무로(室)를 척살해 자살 미수를 일으켰고 이것이 원인이 되어 사망했다. 같은 해에 마사이에도 잇달아 사망했다. 마사이에의 죽음으로 류조지 가문은 단절하고 32만 석의 영지는 류조지 종가(龍造寺宗家)가 아니라 나베시마씨(過島氏)에 이봉한다.

## 인물상
정가는 히데요시로부터 히젠 일국만을 부여받았다. 이에 불만을 느꼈는지 규슈 평정 후에 히고에서 폭규가 일어나 히데요시로부터 진정을 명령받았을 때 출병을 하지 않았다.히데요시는 마사이에 벌을 주려고 했지만, 이 때는 중신인 나베시마 나오시게의 변명으로 무사할 수 있었다.
큐슈 평정 때에 히데요시와 바둑의 승부를 벌이다가 패해, 반면을 응시하고 패인을 골똘히 생각하고 있었기 때문에, 히데요시가 돌아갈 때의 전송을 잊었다고 하는 전설이 있다.
부채 모양의 인장을 사용하였으며 격이 높은 상대에게는 주인, 격하의 상대에게는 흑인과 명확히 구분하여 사용했다.

## 족보
- 부친 : 류조지 다카노부 (1529 ~ 1584)
- 모친 : 류조지 가의 딸
- 정실 : 아리마 요시사다의 딸
  - 생모 불명의 자녀
- 여자 : 야스히메 - 모리 가쓰나가 정실
- 여자 : 마쓰히사시인 - 이사하야 나오타카 정실
- 넷째 아들 : 류조지 다카후사 (1586 ~ 1607) - 나베시마 나오시게의 양자
- 남자 : 하타야타로
- 남자 : 무라타 야스요시
- 남자 : 사노 마사요시
- 남자 : 이누즈카 이에시게
- 여자 : 나베시마 다카아키 실

### 서적
- 가와조에 히로시, 가와부에 요시노부 (고정) 『고슈 후타시마의 태수 류조지 다카노부』 사가신문사, 2006년.

### 사료
- 『계도찬요』(系図纂要)

| 전임 류조지 다카노부 | 제20대 무라나카 류조지가 당주 1578년 ~ 1590년 | 후임 류조지 다카후사 |